# Calciumpropionat
Calciumpropionat ist ein in reiner Form geruchloses, farbloses Salz der Propionsäure mit der Summenformel C6H10CaO4. Calciumpropionat zersetzt sich bei etwa 300 °C. Enthält die Verbindung noch nicht umgesetzte Propionsäure aus der Herstellung, so zeigt es einen stechenden Geruch. Das Fungistatikum hemmt die Vermehrung von Pilzen und wird als Konservierungsmittel (E 282) in Lebensmitteln – vor allem für Brot und andere Backwaren – eingesetzt. Calciumpropionat findet aber auch Verwendung in Kosmetika oder als Futtermittelzusatz zu Mischfutter.

## Herstellung
Calciumpropionat wird in einer Direktsynthese gewonnen; hierbei werden Calciumoxid und Calciumhydroxid in einen Mischer gegeben und mit Propionsäure umgesetzt. Es könnte auch reines Calciumhydroxid verwendet werden, da jedoch Wasser als Nebenprodukt entsteht, bietet sich die Verwendung von Calciumoxid an, das sich mit dem Wasser zu Calciumhydroxid umsetzt. Überschüssiges Wasser wird bei Unterdruck (0,6 bis 0,95 bar) bei ca. 70–90 °C verdampft.
{\displaystyle \mathrm {CaO\ +\ 2\ C_{2}H_{5}{-}COOH\ {\xrightarrow[{0,6-0,95bar}]{\triangle }}\ Ca(C_{2}H_{5}{-}COO)_{2}\ +\ H_{2}O\uparrow } }
Calciumoxid und Propionsäure reagieren unter Erhitzen und Unterdruck zu Calciumpropionat und Wasser
Teilschritte der Reaktion:
a) {\displaystyle \mathrm {CaO+\!\ H_{2}O\rightarrow Ca(OH)_{2}} }
b) {\displaystyle \mathrm {Ca(OH)_{2}+2\ C_{2}H_{5}COOH\rightarrow Ca(C_{2}H_{5}COO)_{2}+2\ H_{2}O} }

## Eigenschaften
Calciumpropionat kristallisiert als Monohydrat, das bei 100 °C sein Kristallwasser abgibt. Es zersetzt sich bei 350 - 450 °C unter Bildung von Calciumcarbonat.

## Sicherheitshinweise
Bei längerer Gabe von Propionsäure und Propionaten im Futter von Ratten in Dosierungen zwischen 0,6 und 5 % verursachen diese Veränderungen des Vormagens (Verdickungen und Entzündungen). Dies wird jedoch als für Ratten speziesspezifische Reaktion eingestuft, da bei anderen Tierarten wie Mäusen und Kaninchen keine derartigen Effekte beobachtet wurden.